# Goliath Hansa Argentina
Goliath Hansa Argentina war ein argentinischer Hersteller von Automobilen.

## Unternehmensgeschichte
Die Familie Taubenfeld gründete das Unternehmen in Villa Constitución und schloss einen Lizenzvertrag mit Borgward. Am 23. April 1960 wurde das Werk fertiggestellt. In dem Jahr begann die Produktion von Automobilen unter dem Markennamen Hansa. Am 10. November 1961 berichtete Die Zeit, dass das Unternehmen für 6.550.000 DM Fahrzeuge, Werkseinrichtungen und Bestandteile der Goliath-Werke übernommen hatte. 1961 oder 1962 endete die Produktion. Insgesamt entstanden 1121 Fahrzeuge.

## Fahrzeuge
Das einzige Modell entsprach dem Hansa 1100. Erhältlich war es als zweitürige Stufenhecklimousine und als zweitüriger Kombi. Ein Vierzylinder-Viertaktmotor mit 74 mm Bohrung, 64 mm Hub und 1094 cm³ Hubraum leistete 41 PS in der Basisausführung. Die Luxusausführung hatte 56 PS. Die Fahrzeuge waren bei einem Radstand von 227 cm 409 cm lang, 163 cm breit und 145 cm hoch. Das Leergewicht war mit 860 kg angegeben.
Insgesamt entstanden 804 Limousinen in der Basisausführung mit der Bezeichnung Sedán, 21 Limousinen in der Luxusausführung Sedán Súper Lujo sowie 296 Kombis Rural.
Eine andere Quelle gibt die gleichen Zahlen an, nennt die Modelle aber Sedán de Lujo, Cupé Superlujo und Combi de Lujo. Vom originalen Hansa 1100 gab es ebenfalls ein Coupé.